# Agnia bakeri
Agnia bakeri là một loài bọ cánh cứng trong họ Cerambycidae.